# Gearalt MacMurrough-Kavanagh
Gearalt Mac-Murrough-Kavanagh (en irlandais Gearalt mac Domhnaill Riabbaigh Mac Murchada Caomhánach), mort en janvier 1523, est le 13e roi de Leinster de 1517 à 1523.

## Origine
Gearalt est le second des fils de Domhnall Riabhach MacMurrough-Kavanagh. Sa mère est une fille anonyme de Sir Richard Butler of Polestown (en) (mort en 1443) et de Catherine O'Reilly.

## Règne
À la mort de son frère aîné Art Buidhe le 25 novembre 1517, sa succession est disputée entre Gearalt et Muircheartach Óg (mort en 1521), le fils aîné de Murchadh Ballach. Il semble que Muircheartach mac Airt Buidhe MacMurrough-Kavanagh le fils et héritier d'Art Buidhe ait soutenu son oncle et favorisé son élection. En tout état de cause, le règne de Gearald est bref et il meurt dès janvier 1523. Un autre de ses frères, Muiris mac Domhnaill Riabhaigh, lui succède en maintenant une alliance étroite avec la famille Butler.

## Postérité
Gearalt avait épousé Catherine Butler dont :
- Murchadh, mort après 1540, père de 
  - Ualter Gallda, mort en 1581.

## Sources
- (en) Dictionary of Irish Biography : Emmett O'Byrne MacMurrough (Mac Murchadha), Domhnall Riabhach
- (en) T.W Moody, F.X. Martin, F.J. Byrne, A New History of Ireland IX Maps, Genealogies, Lists. A companion to Irish History part II, Oxford, Oxford University Press, 2011 (ISBN 9780199593064), p. 674
- (en) Art Cosgrove (sous la direction de), New History of Irland,Volume II ‘’Medieval Ireland 1169-1534’’, Oxford, Oxford University Press, 2008 (ISBN 978019 9539703), p. 1004.
- (en) James Hughes, « The Fall of the Clan Kavanagh », Journal of the Royal Historical and Archaeological Association of Ireland, 1873, p. 283